# Червяков, Михаил Сергеевич
Михаил Сергеевич Червяков (род. 21 марта 1984 года) — российский поэт, драматург, актёр.

## Биография
Родился 21 марта 1984 года в Калужской области, в 16 лет переехал в Липецк. Окончил институт менеджмента маркетинга и финансов.
Автор книг «Характер» (Липецк, 2016 г.), «Мальчик-поэт» (Оренбург, 2018 г.), «Стихи о детях» (Липецк, 2019 г.), «Евангелие от Мишани» (Ижевск, 2019 г.).
Стихи публиковались в журналах «Юность», «Петровский мост», «Причал», «Порт-фолио» (Канада), сетевых журналах «Формаслов», «Кологод» (Израиль).
Победитель многочисленных поэтических фестивалей.
Участник поэтического проекта #superСТИХИ телеканала ТНТ Music.
Член Союза российских писателей. Член Союза писателей Москвы.
По собственному признанию поэта, стихи начал писать поздно, уже во взрослом возрасте. Пока писал «в стол», сменил много видов деятельности — «от техподдержки до похоронки».
В 2015 году в Липецке вышла первая книга стихов «Характер».
Начиная с 2015 года, Михаил Червяков становится частым гостем форумов и фестивалей. По приглашению управления молодежной политики Липецкой области участвовал в творческом вечере молодежного образовательного форума «Область будущего», посвященному Году литературы.
Был приглашен департаментом культуры города Москвы на выступление по случаю празднования 868-летия столицы.
В 2016 году — участник международного форума молодых писателей стран СНГ и дальнего зарубежья «Мы выросли в России» в рамках национального проекта «Культура»:, был рекомендован на получении стипендии Министерства культуры России. По итогам форума в Оренбурге издана книга стихов «Мальчик-поэт» в серии «Новые имена».
В 2016 году приехал в Ижевск по приглашению театра «Les Partisans», где выступил на концерте современной поэзии, проведенном в честь дня рождения театра, а затем стал его резидентом, исполнившим главную роль в спектакле «Правила».
В 2017 году вошел в тройку призеров литературного конкурса «Витражи» в музее Ильи Сельвинского в Симферополе и международного экопросветительского фестиваля «Бунинские Озёрки».
В Удмуртии по стихам Михаила Червякова поставили театральный этюд.
В 2018 году он вошел в число 25 участников поэтического проекта «#superСТИХИ» телеканала ТНТ Music.
Был приглашен на фестиваль поэзии и музыки «Звенидень» в дом-музей Василия Каменского в селе Троица Пермского края.
В 2019 году участвовал в фестивале молодой драматургии «Любимовка» с пьесой «Миха по дороге в Царствие Небесное».
В Ижевске вышла третья книга стихов «Евангелие от Мишани» с иллюстрациями ижевского художника Дмитрия Коротаева.
На литературном фестивале «Компрос» в Перми выступил в качестве актера в роли Владимира Маяковского в моноспектакле режиссера Семёна Иванова «Маяковский» по сценарию Бориса Эренбурга (18+).
В Ижевске состоялась презентация книги Михаила Червякова «Стихи о детях», изданная в творческой коллаборации с ижевской художницей Еленой Баренбаум.
В 2020 году — дипломант Зимней школы поэзии в Сочи в рамках Зимнего международного фестиваля искусств Юрия Башмета. Победитель конкурса видеопоэзии журнала «Формаслов».
Участник выставки «Поэзия всего» в Хабаровске.
В 2021 году стал победителем Всероссийского слэма Андрея Родионова под эгидой P.A.N.D.A Theater (Берлин, Германия).

## Награды
Лауреат поэтического турнира «Стихоборье» в номинации «Религиозно-мистическое» — 1 место (Воронеж, 2014 г.).
В 2015 занял 1 место в номинации «Поэзия» литературного форума имени Н. С. Гумилёва «Осиянное слово».
Лауреат премии 2015 года литературного журнала «Петровский мост» в номинация «Поэзия».
В 2016 году принял участие в международном форуме молодых писателей стран СНГ и дальнего зарубежья, по итогам которого рекомендован на получение стипендии Министерства культуры Российской Федерации.
В 2017 году — победитель театрально-поэтического конкурса «Эвтерпа», приуроченного ко дню рождения Александра Блока.
В 2018 году занял 1 место в номинации «Поэзия» в семинаре-совещании молодых писателей «Мы выросли в России», организованном министерством культуры и внешних связей Оренбургской области.
В 2018 году занял 2 место на X Межрегиональном Совещании молодых писателей «Стилисты добра» в Челябинске.
В 2019 году — 1 место журнала «Москва» в конкурсе «Зримое слово».
В 2020 году — финалист III поэтического конкурса #тожепоэты (г. Санкт-Петербург).
В 2021 году — победитель Всероссийского слэма.

## Литературная критика
- Татьяна Двуреченская: Сердце, бьющееся на бумаге.
- Литературная Россия: слэм с Достоевским.
- Независимая газета: В мире мультиков.
- Алена Воробьева: Кастет, забытый среди игрушек.